# Synagogue de Kyllburg (1912-1938)
La synagogue de Kyllburg , inaugurée en 1912, a été détruite en 1938 lors de la Nuit de Cristal comme la plupart des autres lieux de culte juif en Allemagne.
Kyllburg est une petite ville allemande, de l'arrondissement d'Eifel-Bitburg-Prüm, district de Basse-Franconie, dans le Land de Rhénanie-Palatinat, à environ quarante kilomètres au nord de Trèves et à moins de 35 kilomètres de la frontière du Grand-Duché de Luxembourg. La ville compte actuellement moins de 900 habitants.  

## Histoire de la communauté juive
Dans la petite ville de Kyllburg, une communauté juive n'a existé que pendant quelques décennies, de 1910 à 1938. Dans la seconde moitié du XIXe siècle, quelques familles juives se sont installées en ville, provenant de communautés rurales voisines. Les premières à s'installer sont les familles d'Hermann et d'Isaac Nußbaum.  
À la communauté de Kyllburg sont rattachées les personnes et les familles juives vivant à  Malberg, Mürlenbach, Oberkail et Speicher.  
Le nombre d'habitants juifs au XIXe siècle à Kyllburg, a évolué de 13 en 1895 à 22 en 1905 (sur 1 129 habitants). Les chefs de famille sont tous des commerçants ou négociants. La communauté possède une synagogue, un minuscule cimetière juif situé à Malberg, et une salle pour l'enseignement religieux aux enfants. La communauté juive n'a jamais embauché son propre enseignant, mais fait appel pour les cours de religion à un enseignant d'une communauté voisine. En 1932, l'enseignant, David Mandel, vient de Bitburg, ville située à 12 km au sud-ouest de Kyllburg et donne des cours une fois par semaine à 8 élèves. 
En 1924, Kyllburg compte 30 personnes juives soit 2,5 % du nombre total d'habitants de 1 200 et un total de 36 avec les communes rattachées. En 1924, les présidents de la communauté sont Adolf Fränkel, A. Duplon et J. Fränkel, et en 1932 Hermann Nußbaum et Joseph Nußbaum.   
En juin 1933 quatre mois après l'arrivée au pouvoir des nazis, on compte 43 Juifs à Kyllburg, mais ce nombre diminue au cours des années suivantes en raison d'une émigration et d'un départ vers les grandes villes allemandes, conséquence du boycott économique, de la privation des droits civiques et d'une répression croissante : 31 habitants juifs de Kyllburg ont émigré vers les États-Unis ou l'Amérique du Sud, tandis que 6 autres se sont installés dans des grandes villes allemandes.
Lors de la nuit de Cristal, du 9 au 10 novembre 1938, la synagogue est détruite et plusieurs tombes juives profanées au cimetière de Malberg. Le 25 juillet 1942, les quatre habitants juifs qui étaient restés à Kyllburg, sont transférés en Bohême-Moravie, où ils sont assassinés.  
Le mémorial de Yad Vashem de Jérusalem et le Gedenkbuch - Opfer der Verfolgung der Juden unter der nationalsozialistischen Gewaltherrschaft in Deutschland 1933-1945 (Livre commémoratif – Victimes des persécutions des Juifs sous la dictature nazie en Allemagne 1933-1945) répertorient 11 habitants nés, ou ayant vécu longtemps à Kyllburg parmi les victimes juives du nazisme, auxquelles se rajoutent 2 de Malberg et 5 de Speicher. On ignore s'il y a eu des victimes juives à Oberkail et à Mürlenbach.

## Histoire de la synagogue
Initialement les offices se déroulent dans une salle de prière située dans une des maisons juives. 
En 1899, un habitant catholique de Kyllburg, sans enfant, Jacob Schweitzer, lègue des biens d'une valeur de 50 000 marks à la communauté juive afin qu'elle puisse bâtir une synagogue :   
« Dernières volontés de Jacob Schweitzer,

sans enfant, marié à Anna-Maria Friedrichs

Je soussigné Franz Jacob Schweitzer, aubergiste, résidant à Kyllburg, donne et lègue par la présente, de mes biens, la totalité de mes bâtiments et ce qui va avec, la maison d'habitation, la grange, les bâtiments pour les bêtes avec leurs extensions, le terrain circulaire non bâti, la cour à fumier et le jardin qui se situe derrière, l'ensemble situé sur la commune de Kyllburg rue Neubog aussi dénommée ces derniers temps la Hochstraße, entre Wilhelm Schulte und Jakob Kronibus, à l'Association israélite juive, pour une utilisation comme synagogue, lieu de culte et école…

Kyllburg le 21 août 1899

Signé: Franz Jacob Schweitzer »
Ces parcelles (aujourd'hui 4 et 6 Hochstaße) sont alors vendues aux enchères à Carl Friedrichs.
En 1907, le commerçant Josef Simon achète à la famille Klietsch-Kronibus une parcelle de terrain sur l'Annenberg, sur lequel sera construite plus tard la synagogue. Avec le legs de Jacob Schweitzer, la synagogue est en grande partie financée et peut être construite en 1911-1912. Le terrain appartenant à Josef Simon est offert à la communauté juive, chacun des 11 présidents de celle-ci participant à hauteur de 1/11 de sa valeur.   
La synagogue se trouve sur le flanc sud de l'Annenberg, près du 18 Marienstraße, juste à côté de l'escalier menant à l'église évangélique, à proximité de l'église catholique et de son cimetière. 
À l'occasion  de l'inauguration de la synagogue, le pasteur Rödder de Kyllburg écrit:
« En 1912, Kyllburg possède aussi une synagogue; elle a été construite juste au-dessus du Frieshof, légèrement décalée par rapport à l'église protestante, de sorte que maintenant sur le Meiselter Berg, se trouvent paisiblement ensemble une église catholique, une évangélique et une juive, toutes réunies à proximité et sous la protection de la colonne mariale. Les Juifs m'ont invité à l'inauguration, mais comme je ne voulais pas participer à la cérémonie rituelle, et qu'il n'y a pas eu de fête publique, je me suis alors contenté d'un message de félicitations aux cinq présidents de la synagogue, et d'après ce que j'ai entendu, la communauté juive en a été très satisfaite. »
La synagogue est un petit bâtiment construit sur un plan carré, avec un dôme recouvert d'ardoises, monté sur un tambour octogonal. Le bâtiment est construit en moellons. L'entrée de la synagogue pour les hommes se fait à l'ouest. Les femmes accèdent à la galerie qui leur est réservée par un escalier extérieur situé côté sud. 
La synagogue ne restera que 26 ans le centre de la vie cultuelle et culturelle de la communauté juive de Kyllburg. Lors de la nuit de Cristal, du 9 au 10 novembre 1938, les nazis incendient la synagogue. On ne sait pas quand les ruines ont été rasées.
Le terrain ne sera jamais reconstruit. 
Une pierre commémorative a été érigée en 1988, en face de l'endroit où s'élevait la synagogue, sur le terrain de l'église protestante:   
« En face s'élevait la synagogue de Kyllburg

Construite en 1911; Elle a été le 9 novembre 1938

détruite par les nazis »